# Wilkowo (powiat węgorzewski)
Wilkowo (niem. Geroldswalde, do 1938 Wilkowen) – wieś w Polsce położona w województwie warmińsko-mazurskim, w powiecie węgorzewskim, w gminie Węgorzewo.
W latach 1975–1998 miejscowość należała administracyjnie do województwa suwalskiego.